# ダイモス (漫画)
『ダイモス』は、横山光輝の漫画作品。小学館の『小学四年生』1973年11月号から1974年3月号と、『小学五年生』1974年4月号から1975年3月号にかけて連載された。

## ストーリー
古代の火星ではダイモス人とフォボス人の二つの種族が超科学文明を築いていた。だが両種族は「どちらが優れているか」を理由に戦争を繰り返していた。ついには核戦争を起こし、火星は死の星となってしまう。その際、脱出に成功した一部のダイモス人とフォボス人は地球へと移り住んだ。やがてフォボス人は「最も優れた種族である我々は、地球を支配して当然である」と度々地球支配を目論むが、ダイモス人によって妨害されてきた。数千年の時代が移って現代。ダイモス人が隠れ住む山村はフォボス人の奇襲を受け、主人公の真介(しんすけ)少年を除いてダイモス人は皆殺しにされてしまう。ただ一人生き延びた真介は、ダイモス人の守り神とも言える巨大ロボット『ダイモス』を発見して復活させ、フォボス人に対して反撃を開始した。

## 用語
ダイモス人（だいもすじん）
古代の火星に科学文明を築いていた二つの種族の一つ。以下の特徴を持つ。
- 必ず双子で生まれる。
- 地球人より身体能力が優れている。[1]
- 全員が生まれつき超能力を持つ。本作では果心居士や飛び加藤など、歴史上の人物の何人かもダイモス人の超能力者であるという設定。[2]

地球に避難したダイモス人は日本の人里離れた山奥に村を作り、そこでひっそりと暮らしていた。果心居士のように村を出て活動したのは少数派らしい。
フォボス人（ふぉぼすじん）
古代の火星に科学文明を築いていた二つの種族の一つ。以下の特徴を持つ。
- 必ずひとつ子で生まれる。
- 超能力を持つのは一部の者に限られる。

地球に避難したフォボス人は、ダイモス人とは対照的に地球人の社会や文明に積極的に入り込んでいったらしい。物語開始時点でオフィス街に自社ビルを持ち、総合企業を経営している。また政治家やマスコミに多額の金をばらまいており、「いざという時は、世論を操作してダイモスと真介少年を悪者にしてしまえ」と発言するなど、かなりの影響力を持つ模様。

## 登場人物

### ダイモス人
真介（しんすけ）
主人公の少年。姓は不明。ひとつ子で生まれたために村の重鎮達から「奇形児だ」として殺されそうになった。母親の嘆願で助命されるも、周囲からは「ダイモス人の仲間」としては扱われずに育つ。
フォボス人がダイモス人の隠れ里を襲撃した際、皮肉にも「ひとつ子のダイモス人など存在しないから、こいつは地球人だ」と見逃され、ダイモス人のただ一人の生き残りとなる。襲撃後に超能力に目覚めるが、その能力は並のダイモス人よりはるかに上回っていた。
母親の話に聞いていたダイモス人の守護神『ダイモス』を発見して復活させ、共にフォボス人に対しての反撃を始める。

## 登場メカ

### ダイモス
地球に避難したダイモス人が守護神として建造した巨大ロボット。隠れ里の谷底の奥に、巨大な石造りの神殿があり、その中に鎮座する巨石像に偽装されていた。ダイモス人の命令しか聞かない。特に命令がなくても、ある程度自分で判断して行動する自律型。学習能力があり、一度戦った相手の能力を覚えて対応できる。言葉を喋る能力は無いが、真介は口頭で命令をしているので言語を理解できると思われる。外見はバビル2世に登場するポセイドンのプロポーションを人間に近くし、頭の左右の角を細く大きくした感じ。作中では以下の能力が判明した。
- 飛行能力。ロケットや翼の類は装備されていないが、空を飛べる。
- 目から光線を出す。ヘリコプターなどを撃墜。地面が一面火の海になる。
- 頭頂部のチョンマゲのような部品から超音波(?)を出す。岩山が一瞬にして崩れ去った。
- ヘリコプターの計器や無線を狂わせた。この際、全身が発光する。
- 腕を肘のところから切り離してロケットパンチの様に飛ばすことが出来る。ただし武器としてよりも、真介少年を手の中に包んで守るといった使い方が多い。
- 全身を使って周囲の温度を変化させる。シードラゴン戦で海岸が火の海になり真介が死にそうになったときは、真介を抱え込むようにうずくまり、火事の中でも全身が霜で白くなるほど低温化した。シードラゴンとの再戦時には海水が沸騰して魚が大量に死ぬほどに高温化した。

### シードラゴン
フォボス人が持てる科学力のすべてを注いで作った、巨大なドラゴン型のロボット。ダイモスとの総力戦に切り札として投入された。大きさは「潜水艦より巨大」というセリフがある。ダイモスと違って内部には多くの人間が乗り込んでおり、軍艦のような運用をされる。全身が明らかになるコマは存在しない。
- 潜水能力。海の中を高速で移動。
- ドラゴンの口が開いて中からミサイルを発射。
- 頭頂部の触角状のパーツから熱線を発射。海岸が火の海になるほど。
- 先端にハサミがついた二本の触手状のパーツ。ダイモスを拘束しようとする。
- 偵察鳥(ていさつどり)。カモメのような形の小型無人飛行機。のど元のハッチが開いて飛び立つ。海岸で炎の中に倒れたダイモスを撮影した。